# Моктесума (муниципалитет Соноры)
Моктесума (исп. Moctezuma) — муниципалитет в Мексике, штат Сонора, с административным центром в одноимённом городке. Численность населения, по данным переписи 2020 года, составила 5173 человека.

## Общие сведения
Название Moctezuma дано в честь о мексиканском военном, министре обороны Франсиско Моктесуме .
Площадь муниципалитета равна 1877,5 км², что составляет 1 % от площади штата, а наиболее высоко расположенное поселение Лас-Таунитас, находится на высоте 1142 метра.
Он граничит с другими муниципалитетами Соноры: на севере с Уепаком, Кумпасом и Уасабасом, на востоке с Гранадосом и Дивисадеросом, на юге с Тепаче и Сан-Педро-де-ла-Куэвой, на западе с Бавьякорой и Акончи.

## Учреждение и состав
Муниципалитет был образован в 1825 году, по данным 2020 года в его состав входит 9 населённых пунктов, самые крупные из которых:
| Код INEGI                  | Населённый пункт                                                                        | Численность населения (2005 год) | Численность населения (2010 год) | Численность населения (2020 год) |
| -------------------------- | --------------------------------------------------------------------------------------- | -------------------------------- | -------------------------------- | -------------------------------- |
| 038                        | Всего                                                                                   | 4322                             | 4680                             | 5173                             |
| 0001                       | Моктесума (исп. Moctezuma) 29°48′08″ с. ш. 109°40′49″ з. д. (административный центр)    | 3973                             | 4326                             | 4787                             |
| 0031                       | Сан-Патрисио-де-ла-Меса (исп. San Patricio de la Mesa) 29°47′21″ с. ш. 109°40′54″ з. д. | 131                              | 164                              | 203                              |
| 0346 0098                  | Эль-Льяно (исп. El Llano) 29°42′33″ с. ш. 109°39′06″ з. д.                              | 98                               | 103                              | 99                               |
| 0036                       | Никора (исп. Nícora) 29°46′48″ с. ш. 109°40′56″ з. д.                                   | 11                               | 25                               | 42                               |
| 0050                       | Сан-Клементе-де-Терапа (исп. San Clemente de Terapa) 29°40′56″ с. ш. 109°39′10″ з. д.   | 53                               | 50                               | 31                               |
| —                          | Прочие                                                                                  | 56                               | 12                               | 11                               |
| Названия на карте Генштаба |                                                                                         |                                  |                                  |                                  |

## Экономическая деятельность
По статистическим данным 2000 года, работоспособное население занято по секторам экономики в следующих пропорциях:
- сельское хозяйство, скотоводство и рыбная ловля — 19,2 %;
- промышленность и строительство — 31,6 %;
- торговля, сферы услуг и туризма — 47,1 %;
- безработные — 2,1 %.

## Инфраструктура
По статистическим данным 2020 года, инфраструктура развита следующим образом:
- электрификация: 98,8 %;
- водоснабжение: 98,5 %;
- водоотведение: 98,9 %.